# Benetton Group
Benetton Group — итальянская компания, занимающаяся торговлей одеждой. По состоянию на конец 2022 года её сеть насчитывала 3759 магазинов в 80 странах мира, в которых продавались товары под брендами United Colors of Benetton, Undercolors of Benetton и Sisley. Компания была основана в 1965 году и входит в холдинг семьи Бенеттон Edizione. Штаб-квартира расположена в Понцано-Венето (провинция Тревизо, Италия).

## История

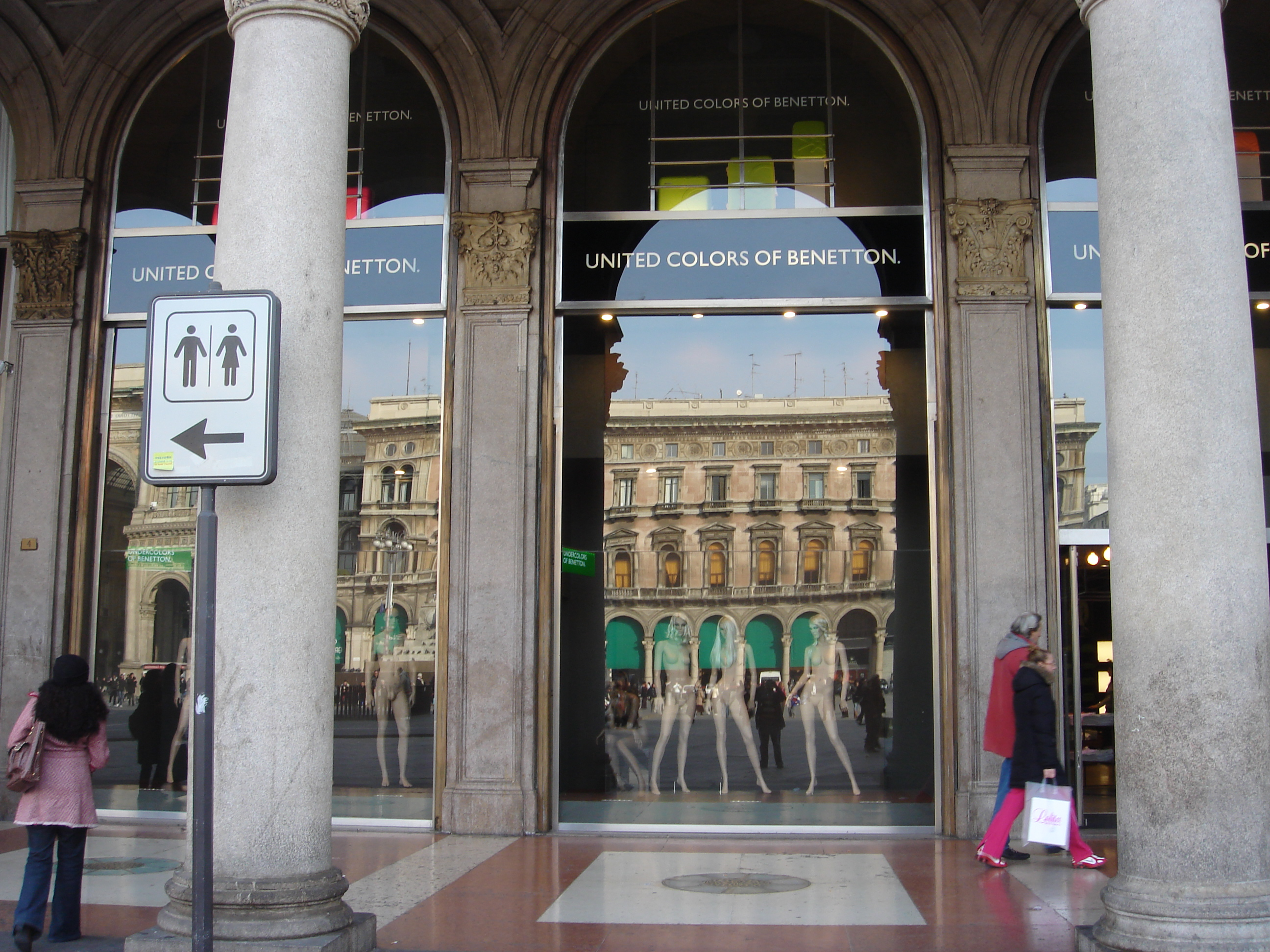
Фасад магазина Benetton в Милане

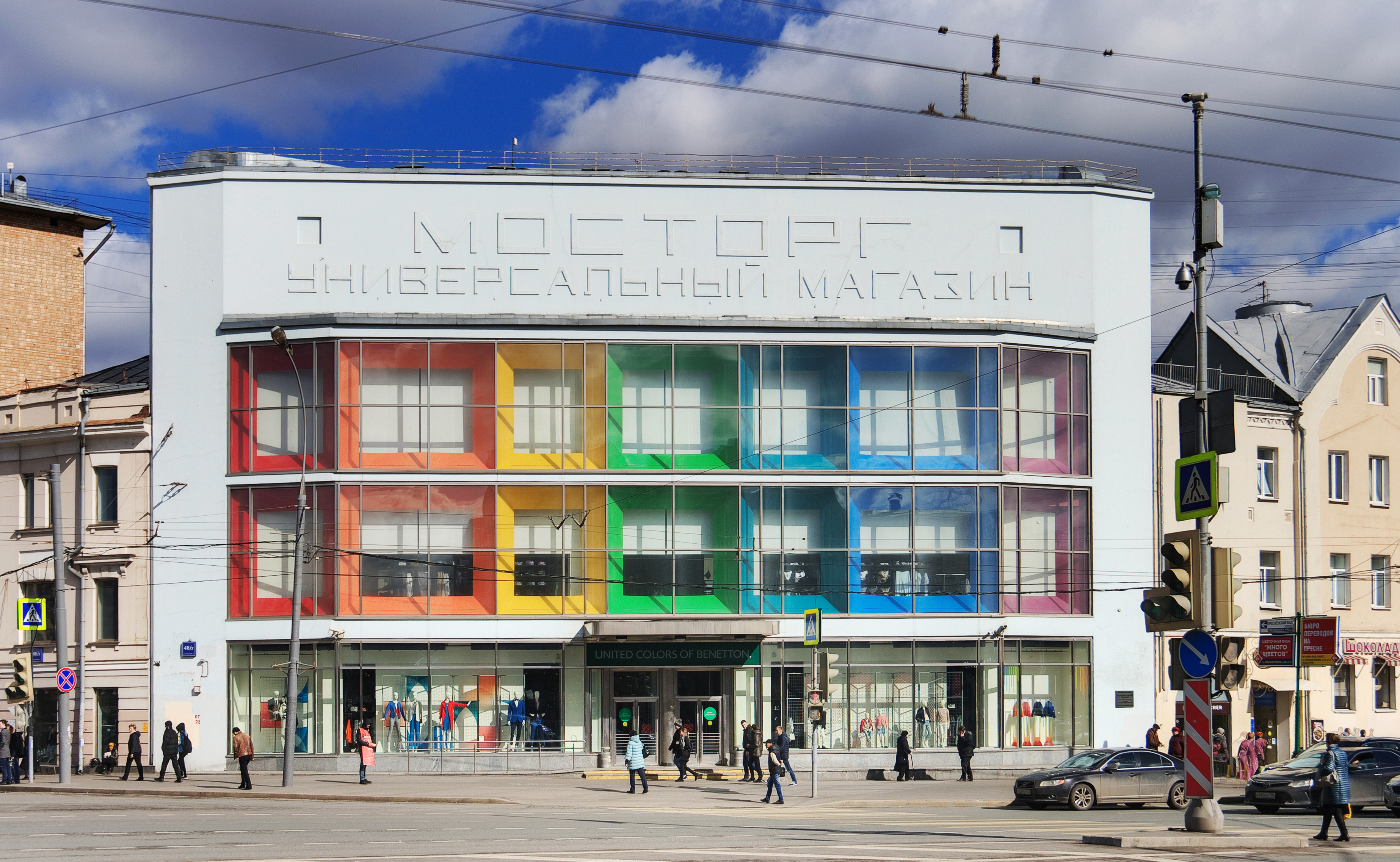
Фасад магазина Benetton в Москве

Производством и продажей вязанных свитеров семья Бенеттон занялась в 1955 году. В начале 1960-х годов была открыта фабрика, а в 1965 году зарегистрирована компания Maglificio di Ponzano Veneto dei Fratelli Benetton («Трикотажная фабрика в Понцано-Венето братьев Бенеттон»). Лучано Бенеттон стал её председателем, Жилберто — администратором, Карло — производственным директором, а их сестра Джулиана — дизайнером. Свою продукцию компания реализовывала через специализированные магазины вязанных товаров, а в 1968 году в Беллуно был открыт первый собственный магазин. В следующем году был открыт магазин Benetton в Париже. В 1971 году был зарегистрирован бренд 012, а в 1974 году — Sisley. В 1972 году на фабрике была внедрена технология окраса готовых изделий, а не пряжи, что позволило сократить затраты времени и денег.
Расширение производства происходило за счёт контрактов с небольшими текстильными компаниями, которые в большом количестве имелись на северо-востоке Италии. К началу 1980-х годов 80 % производства приходилось на 450 компаний-подрядчиков, в которых в сумме работало 20 тыс. человек; эти подрядчики осуществляли вязание и шитьё, на собственных фабриках выполнялся контроль качества, окрас и окончательная обработка изделий. К 1978 году розничная сеть компании достигла около тысячи магазинов в Италии, на домашний рынок приходилось 98 % продаж. В 1979 году был открыт первый магазин Benetton в Северной Америке, за этим последовал быстрый рост зарубежной сети, в начале 1980-х годов в среднем открывалось по одному новому магазину каждый день. К 1981 году Benetton стала крупнейшей компанией по продаже трикотажных изделий, в три раза опережая ближайшего конкурента. Для руководства разросшейся компанией в 1982 году был нанят управляющий директор Альдо Пальмьери, до этого работавший в Банке Италии. В 1984 году зарубежные продажи впервые превысили выручку с домашнего рынка (55 % от 303 млн долларов). В декабре 1985 года компания была переименована в Benetton Group S.p.A. К этому времени у компании было 4 фабрики в Италии и по одной в Испании, Франции, Шотландии и Северной Каролине.
В июле 1986 года компания провела первичное публичное предложение на фондовой бирже в Милане, в следующем году американские депозитарные расписки были размещены на Нью-Йоркской фондовой бирже. Также в 1987 году был создан американский филиал Benetton U.S.A. Corporation и компания Bencom, которая начала предоставлять поставщикам финансовые и страховые услуги. Выручка за 1987 год составила 2,5 млрд долларов, розничная сеть насчитывала 5000 магазинов в 70 странах. В 1988 году рост резко замедлился, а в США, которые приносили 15 % выручки, продажи упали на 20 %. Тем не менее компания продолжала осваивать смежные отрасли (обувь, косметику, товары для дома) и новые рынки (Южную Америку, Ближний и Дальний Восток, Восточную Европу). В 1989 году началось использование зелёного логотипа United Colors of Benetton. В начале 1990-х годов операции в США начали приносить убытки, в 1993 году была закрыта фабрика в Северной Каролине, взамен была открыта роботизированная фабрика в Италии, на которой персонал из 15 человек мог производить по 20 млн единиц товара в год. Всего к этому времени у компании было 32 фабрики, из них 27 в Италии, обесцененная итальянская лира делала производство в Италии очень конкурентоспособным. С середины 1990-х годов Benetton начала терять позиции на мировом рынке в пользу таких компаний как H&M, Zara, The Gap, Diesel. В 2003 году генеральным директором компании стал Сильвано Кассано, бывший топ-менеджер Fiat.
В 2012 году холдинг семьи Бенеттон Edizione, основанный в 1981 году, выкупил все акции Benetton Group. В 2014 году от Benetton Group была отделена компания Olimpias, ей отошли все производственные мощности, которые к этому времени насчитывали 12 фабрик в Италии, Тунисе, Сербии, Хорватии и Румынии.

## Деятельность
Основными брендами компании являются:
- United Colors of Benetton — повседневная мужская, женская и детская одежда, а также обувь, сумки, парфюмерия, очки и другие товары, 3383 магазина, продажи в 2022 году составили 895 млн евро, из них 40 % пришлось на детскую одежду;
- Undercolors of Benetton — нижнее бельё и купальники;
- Sisley — мужская и женская одежда городского стиля, 376 магазинов, продажи в 2022 году составили 109 млн евро.

Выручка компании за 2022 год составила около 1 млрд евро, из них 26 % пришлось на Италию, 39 % — на другие страны Европы, 28 % — на другие регионы, 7 % — на торговлю через интернет-магазины.

## Маркетинг

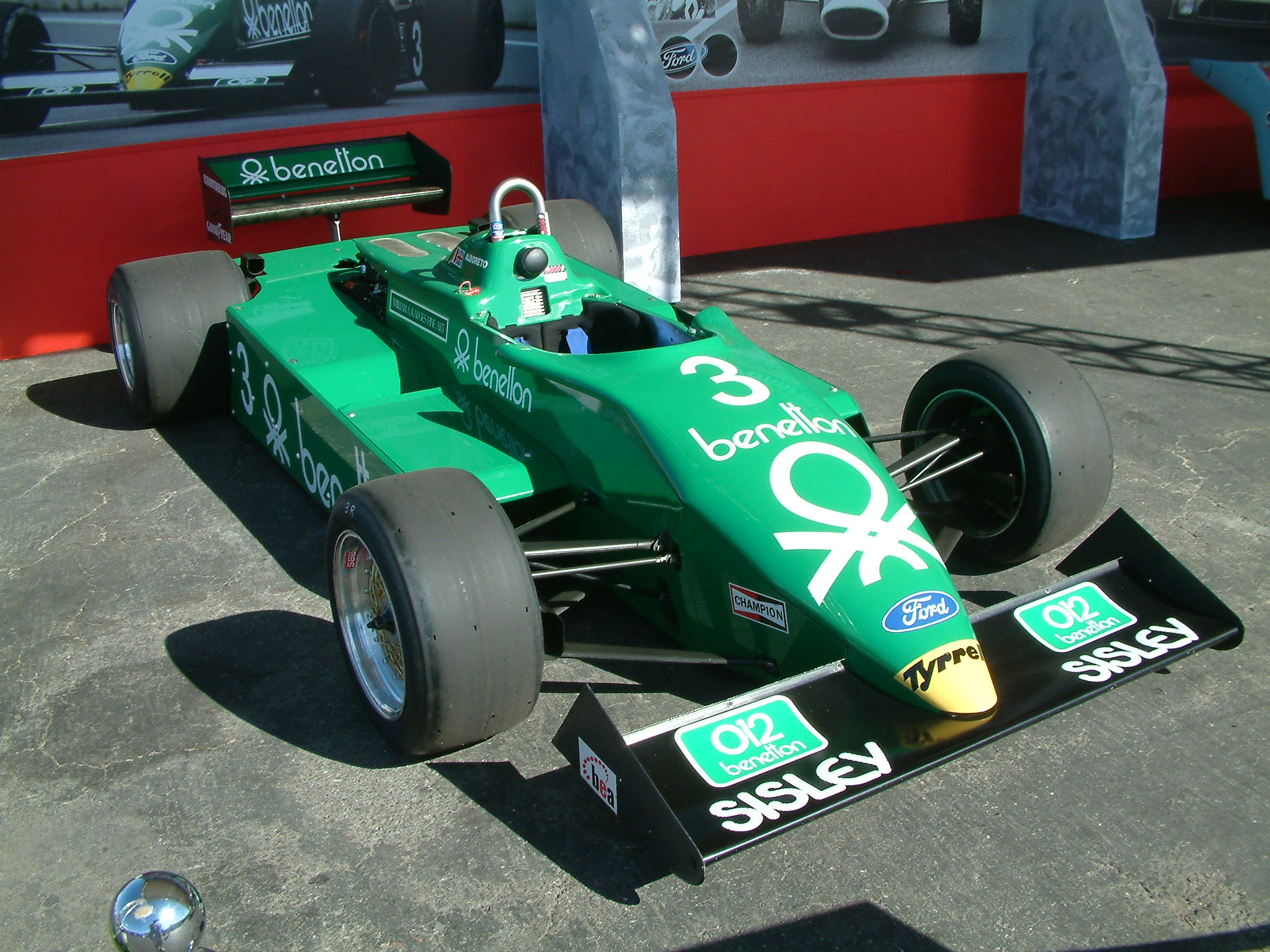
Чемпионат Мира «Формула 1» сезона 1983 года, Тиррелл 011 демонстрирует логотип компании того времени

Компания известна своей спонсорской деятельностью в области спорта, а также оригинальными и провокационными рекламными кампаниями под девизом «Публичность United Colors». Последний возник, когда фотограф Оливьеро Тоскани получил карт-бланш на управление маркетингом Benetton Group. Под руководством Тоскани были организованы рекламные акции, которые содержали яркие изображения, не связанные с какой-либо фактической продукцией компании.
Так появились объявления на рекламных щитах, включающие в себя изображения разнообразных «шокирующих» сцен, таких как умирающий человек (активист Дэвид Кирби умирает от СПИДа), окровавленное немытое тело новорожденного ребёнка с ещё не перерезанной пуповиной, две спаривающиеся лошади, макро-фотографии татуировок, коллаж, состоящий из половых органов лиц различных рас, священник и монахиня, готовящиеся к поцелую, фотографии заключённых в камерах смертников, и окровавленные брюки и футболки солдат, погибших в боснийской войне. Логотип компании служил только текстом, сопровождающим изображения в большинстве из этих объявлений.

## Спонсорство

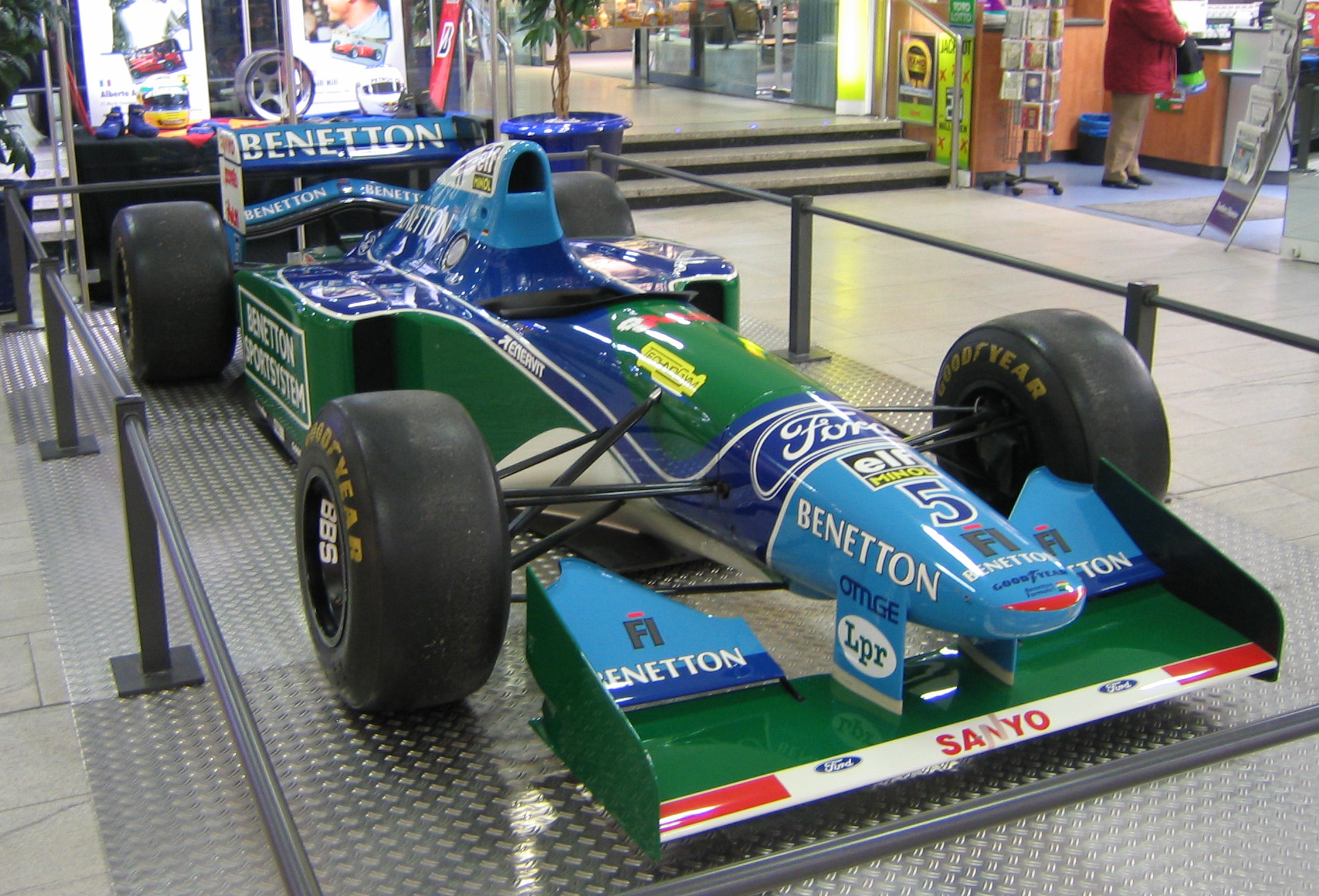
Модель Шумахера B194, Чемпионат мира «Формула 1» сезона 1994 года

В 1983 году Benetton Group выступила в качестве спонсора команды Тиррелл в Формуле-1, а в 1984 году — Alfa Romeo; эта договоренность распространялась на «Альфа» и команду Тоулмен и в 1985 году. Команда «Бенеттон» была образована в конце 1985 года, когда Тоулмен была продана семье Бенеттон. Команда достигла своего наибольшего успеха с Флавио Бриаторе, который руководил ею с 1990 год по 1997 год. Михаэль Шумахер выиграл свои первые чемпионские титулы с этой командой в 1994 и 1995 годах, а команда выиграла кубок конструкторов в 1995 году. В 2000 году команда была куплена Renault (Франция) за $150 млн и была переименована в Renault F1.
В 1979 году Benetton впервые спонсировал свою (тогда ещё любительскую) местную команду по регби A.S. Регби Тревизо. С тех пор Команда Бенеттон-Регби стала основной силой в итальянском регби, имея 11 титулов лиги и поставляя многих игроков в национальную сборную.
В 1982 году компания купила в Тревизо местную баскетбольную команду Pallacanestro, теперь известную как «Бенеттон Баскет».